# Посольство России в Сирии
Посольство Российской Федерации в Сирии — дипломатическое представительство Российской Федерации в Сирии, расположенное в столице государства, городе Дамаске. Посольство расположено в районе Адави, на улице Омара Бен Аль-Хаттаба, там же находится консульский отдел. Посольство СССР в Дамаске открылось в феврале 1946 года, после того, как Сирия была официально признана независимым государством. В январе 1992 года, в связи с распадом СССР оно стало де-факто посольством Российской Федерации.
Чрезвычайным и полномочным послом Российской Федерации в Сирийской Арабской Республике с 29 октября 2018 года является Александр Ефимов.

## Атаки на посольство
28 декабря 2016 года российское посольство в Сирии дважды за день подверглось обстрелу, в ходе чего во дворе посольства разорвалась миномётная мина. 2 и 3 февраля 2017 года комплекс посольства России вновь подвергся миномётному обстрелу. 

## Контакты
- Адрес: Сирия, г. Дамаск, район Адави, ул. Омара Бен Аль-Хаттаба
- Телефон: (8-10-963-11) 442-3155
- Факс: (8-10-963-11) 442-3182
- Электронная почта: ruembsyria@mail.ru